# Filippo Manfredi
Filippo Manfredi (Lucca, 8 marzo 1731 – Lucca, 12 agosto 1777) è stato un compositore e violinista italiano.

## Notizie biografiche

### Studio e attività tra Lucca e Genova
Suo padre, Carlo, era un cornista (o trombettista) molto attivo e apprezzato a Lucca, e anche gli altri suoi fratelli furono musicisti: Vincenzo era oboista e flautista alla Cappella Palatina lucchese, e Pietro era cornista. Per molti anni, gli storici hanno dato il 27 maggio 1729 come sua data di nascita, poiché si basarono sul registro dei battesimi della chiesa di San Frediano, in cui effettivamente compare un Filippo Manfredi, i cui nomi di fratelli e parenti però sono diversi. L'omonimia, e conseguentemente il compleanno, si sono potuti correggere contestualizzando le notizie sulla famiglia Manfredi, che i documenti lucchesi indicano residenti nella parrocchia dei SS Giovanni e Reparata a partire dal 1730, e nel registro di tale parrocchia, infatti, compare il nostro Filippo Manfredi, battezzato «à dì medesimo» della nascita l'8 marzo 1731. Già a 10 anni, Filippo cantò nel secondo coro alla locale Festa di Santa Croce del 1741, cosa che fece anche i due anni successivi. La tradizione (risalente almeno a Luigi Nerici) lo vuole allievo compositore di Frediano Matteo Lucchesi (nel Seminario di San Michele), e del violinista Giovanni Lorenzo Gregori, ma tali notizie, pur se accettate da molti studiosi odierni, non sono comprovate a livello documentale. Da smentire anche la credenza di una sua frequentazione con Giuseppe Tartini, circolata in alcuni antichi repertori. È certo, invece, che si recò per un breve periodo a Genova per studiare o con Domenico Ferrari o con Luigi Frattini (le fonti coeve discordano), ma una non meglio identificata febbre lo costrinse a rientrare a Lucca. Fino al 1746 fu allievo di Pietro Nardini a Livorno e almeno dal 1744 figura come violinista regolare della Festa di Santa Croce. Nel 1748 viene assunto come semplice violinista dalla Cappella Palatina (dove era attivo suo fratello), ma lascia spesso la città natale per seguire le stagioni d'opera toscane (Siena, Pisa, Livorno) e per lavorare a Venezia (nel 1765 ottiene una parte di accompagnamento solistico in una ripresa al San Bartolomeo della Nitteti di Giuseppe Sarti) e soprattutto a Genova. Il capoluogo ligure è quasi una seconda patria per Manfredi: qui dirige le orchestre locali, è primo violino nelle feste religiose e insegnante (tra i suoi allievi genovesi si ricordano Giovanni Battista Romaggi e Giambattista Serra). Rimane per più tempo a Lucca dal 1754, quando trova più commissioni concertistiche (il suo debutto lucchese come solista avviene in quell'anno durante la Festa di San Lorenzo nella Basilica di San Frediano) e quando ottiene la carica di primo violino alla Cappella Palatina (nel 1758). Dal 1760 divenne famoso, tanto da richiedere alte paghe per le sue apparizioni musicali (un patrizio lucchese affermò di non potersi permettere i suoi servigi per la Festa di San Paolino).

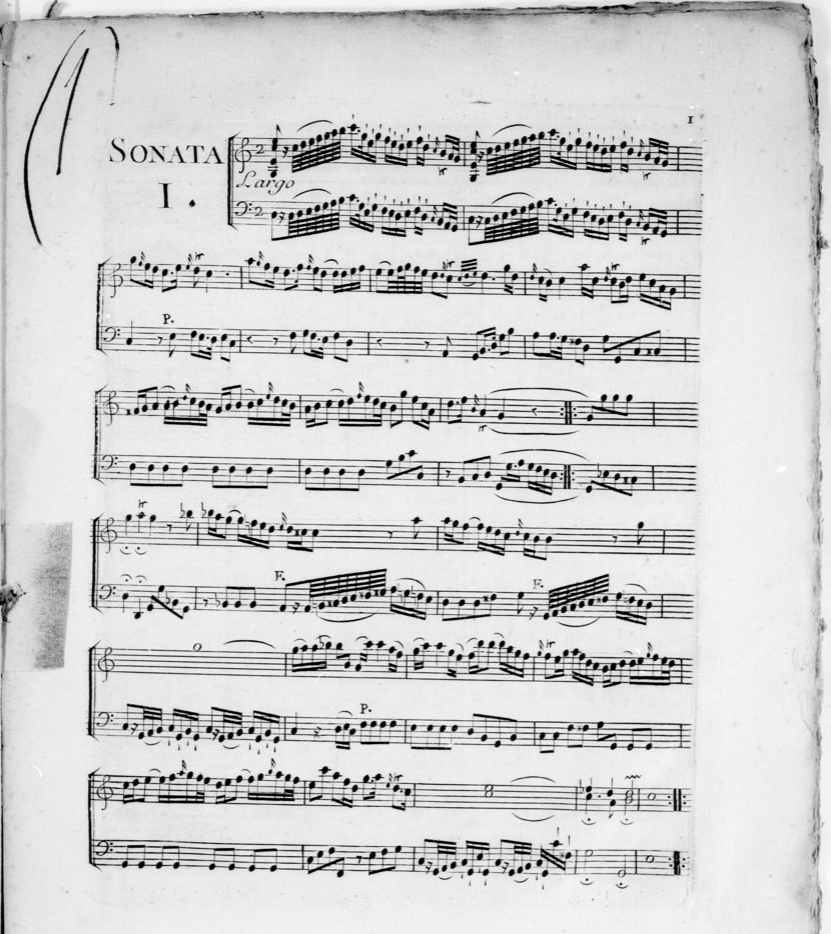
Prima pagina dell'edizione del parigino Fleury delle Sei sonate per violino e basso, op. 1 di Filippo Manfredi.

### IlQuartetto toscanoe letournéecon Boccherini
Si colloca forse nel 1767 la sua partecipazione a quella che per molti anni è stata ritenuta la prima formazione quartettistica al mondo, quella da lui formata con Luigi Boccherini, Pietro Nardini e Giuseppe Cambini. I documenti che attestano l'esistenza del cosiddetto Quartetto toscano sono molto problematici. Il primo riferimento al gruppo ce lo dà Cambini stesso in un articolo sulla Allgemeine musikalische Zeitung del 1804, da molti ritenuto spurio, e ben poche altre notizie si trovano nelle cronache coeve europee. Nonostante la claudicanza dello scritto di Cambini, il mito che il quartetto d'archi fosse nato in Italia grazie ad artisti toscani circolò per decenni a partire dall'Ottocento. Ci sono prove che Manfredi ebbe a che fare con Cambini a Lucca nel 1766-'67 (e c'è chi vuole Manfredi insegnante di Cambini), ma nulla suggerisce una loro collaborazione stabile, mentre sono attestate numerose tournée di Manfredi e Boccherini, in un duo che si esibì in varie parti d'Europa dal 1767 in poi. Furono a Genova, Nizza, e ai Concerts spirituels di Parigi nel 1768. Qui le recensioni non furono esaltanti, cosa che determinò la scissione del duo. Per rimediare all'insuccesso, Manfredi contrattò un secondo concerto, stavolta solista, in cui poté dare prova del suo valore virtuosistico, ottenendo un successo buono, non però sufficiente a garantirgli una permanenza in Francia. Dal giugno 1768, infatti, ci sono numerose notizie di una sua corposa attività all'interno della vita teatrale spagnola: fu un orchestrale nei teatri di Valencia, e probabilmente scrisse un'aria, che lui stesso accompagnò al violino, per un'opera intitolata Montezuma, allestita dalla compagnia dei Reales Sitios in diversi teatri pubblici. Il successo spagnolo è stato molto esagerato dalla tradizione. Molti lo vogliono primo violino per l'erede al trono Carlo delle Asturie, ma la cosa non è comprovata. Nel 1769, Manfredi dedica al principe le Sei sonate per violino e basso, op. 1 (stampate a Parigi, vedi Opere e fonti), forse per ringraziarlo di aver agevolato il suo trasferimento da Parigi a Valencia: ciò ha aiutato la cementificazione della voce del suo presunto ingaggio fisso, ma nulla suggerisce altri contatti con la corte asturiana (come quelli che videro invece protagonista Boccherini, a servizio diretto dell'Infanta di Spagna dal 1770). Infatti, anche nella penisola iberica i trionfi, pur notevoli, ebbero vita breve, e Manfredi, per vivere, attingeva dalla sua unica fonte di guadagno lucchese: durante tutti gli anni all'estero, Manfredi continuò a ricevere lo stipendio dalla Cappella Palatina di Lucca, e là fu costretto a tornare quando questa, stufa delle sue assenze (possibili grazie a brevi permessi periodici che Manfredi non faceva altro che rinnovare), gli tagliò gli emolumenti nel 1771.

### Gli ultimi anni
Il rientro a Lucca vide Manfredi impegnato in una lotta per reintegrarsi in un ambiente che lo riteneva ostile per le sue continue fughe. Nel 1772, la Cappella aumentò lo stipendio a tutti i musicisti tranne che a lui. Riuscì a riallacciare con successo i suoi rapporti con Genova, soprattutto con il teatro dell'opera, ma per tornare nelle grazie lucchesi dovette fare numerose suppliche al governo fino al 1773. Sono attestate sue partecipazioni regolari nei Festival delle «Tasche» e nelle feste di Santa Croce e San Domenico. Nel 1773 riuscì a ottenere di nuovo il permesso di espatriare, ma con condizioni molto precise e limitate: avrebbe potuto restare fuori da Lucca solo quattro mesi all'anno, e non sarebbero stati tollerati procrastinazioni e rinnovi, pena la cessazione dello stipendio. Dai documenti risulta una richiesta diplomatica allo stato lucchese, proveniente dalla Spagna e datata 1773, per accordare a Manfredi una permanenza «per due anni alla corte di Madrid». Nonostante il periodo fosse di molto superiore ai quattro mesi stabiliti, Lucca acconsentì, e Manfredi partì effettivamente per la Spagna, via Genova, nel febbraio 1774. Nulla però rimane della sua permanenza a Madrid, e i documenti lucchesi dànno Manfredi tornato in patria già nel giugno 1774, e cioè dopo i quattro mesi previsti e non dopo i due anni richiesti. Da allora riprese la sua attività tra Lucca e Genova come primo violino della Cappella lucchese e come orchestrale nelle opere liriche genovesi, e si osserva in lui un certo spirito di intraprendenza nell'accaparrarsi favori aristocratici per accrescere le sue entrate economiche: a Lucca ottenne il favore del Confaloniere Fondora, e a Genova la famiglia Durazzo gli procurò numerosi contratti teatrali in Liguria. I documenti attestano che, assommandosi, gli stipendi di Manfredi erano assai maggiori di quelli di Giacomo Puccini, il Kappelmeister di Lucca, che teoricamente era il suo principale. Già nel 1775 si ha notizia dei primi sintomi di una malattia: da allora Manfredi cominciò a diradare le sue esibizioni per dedicarsi a incarichi amministrativi come la gestione burocratica del coro della cappella e l'ingaggio di artisti stranieri per le accademie locali. Nel 1777, il Kappellmeister Puccini annotò un «reumatismo» di Manfredi e il contrabbassista Balducci lo dice affetto da «male gallico» (e cioè sifilide), una diagnosi che però non è avvalorata dall'atto di morte. Manfredi morì quello stesso anno, e fu sepolto nella Chiesa dei SS Giovanni e Reparata: per il suo funerale, Puccini eseguì una messa funebre.

## Stile
Le sue composizioni aderiscono al cosiddetto stile galante e presentano una strutturazione pre-classica di Forma sonata, bitematica (molte volte anche monotematica), senza sviluppo, con numerose diversioni modulanti e un frequente uso della ripetizione di intere sezioni in modo variato, che ricorda quasi lo stile delle forme danzate. Le sue idee melodiche sono brevissime e si abbandonano spesso a piccole strutture ritmiche ornamentali. Nel suonare il violino si è accostato agli stilemi performativi di Nardini e Paganini, ampliando la tecnica dell'archetto, sfregando spesso vicino alla tastiera o direttamente sul ponticello, con ardimentosi flautati, allora molto difficili da eseguire.

## Opere e fonti
Manfredi componeva i pezzi per i numerosi concerti in cui si esibiva, e si ha notizia di numerosissime sue performances per cui probabilmente scrisse sonate e altri lavori. Nelle cronache lucchesi coeve si parla di decine e decine di sue esecuzioni durante le Feste di Santa Croce, di molte sue composizioni per altre occasioni religiose, per il festival delle «Tasche» e per accademie concertistiche private. Di questa vasta produzione ci sono rimasti pochissimi esemplari:
- Sei sonate per violino e basso, op. 1[2], dedicata a Carlo delle Asturie. Copie manoscritte di singole sonate di questa op. 1 sono conservate al Conservatorio di Genova[1][22] e alla Jean Gray Hargrove Music Library di Berkeley.[23] L'intera op. 1 fu stampata a Parigi da Fleury per il Bureau d'Abonnement Musical (esemplari nei conservatori di Brescia, Firenze, Parigi e all'Accademia Chigiana di Siena[1][24][25][26] - digitalizzazioni dell'edizione sono presenti in IMSLP e in Europeana).[11][27] Sonate singole dell'op. 1 furono collezionate in molte antologie violinistiche, come quelle curate da Jean-Baptiste Cartier (pubblicata a Parigi nel 1798), da Franz Anton Hoffmeister (apparsa a Lipsia nella seconda metà del Settecento), e da Delphin Alard (Milano, 1870)[1];
- 11 sonate per violino e basso dette Sonate lucchesi, pervenuteci in una copia manoscritta al Conservatorio di Lucca.[2][28][29] Un ammiratore di queste sonate fu Gaetano Luporini: trascrisse quelle numerate 6, 7 e 8, in esemplari ancora oggi conservati nella sua biblioteca privata, e curò l'edizione della numero 6 per conto dell'editore Carisch di Milano nel 1939[1];
- una sonata in mi bemolle maggiore per violino e basso conservata in copia manoscritta alla Gesellschaft der Musikfreunde di Vienna.[2][1][8] Per affinità stilistiche, c'è chi ritiene che questa sonata viennese sia in realtà la dodicesima delle Sonate lucchesi.[1]

Nei primi anni del Novecento, Robert Eitner attribuì a Manfredi il melodramma Artaserse, che poi si è invece scoperto essere opera di Vincenzo Manfredini (1737-1799).
Nel 1962, il musicologo Mario Fabbri presentò una sua trascrizione di un Piccolo trio che egli riteneva di Manfredi e che disse aver trovato nella Biblioteca del Conservatorio di Perugia. Il pezzo venne eseguito dal Quartetto Carmirelli (Pina Carmirelli, Arturo Bonucci, Luigi Sagrati, Montserrat Cervera) nella Sala del Mappamondo del Palazzo Pubblico di Siena, e in quell'occasione registrato insieme ad altri pezzi del leggendario Quartetto toscano (Cambini, Nardini, Boccherini e Manfredi). Di questo pezzo esiste solo la trascrizione di Fabbri, oggi conservata all'Accademia Chigiana di Siena, ma l'originale che il musicologo indicò presente a Perugia non risulta da nessuna parte. In assenza di altre prove, la paternità del Piccolo trio non può quindi essere confermata.
Il Duetto notturno per due violini «La buona notte», già attribuito a Manfredi, è di dubbia paternità: alcuni lo ritengono sicuramente di Manfredi, altri lo vogliono opera di Boccherini in quanto identico al numero 62 del catalogo delle opere boccheriniane di Yves Gérard.
Un Andante conservato a Uppsala, per anni considerato di Manfredi, è invece opera di Domenico Ferrari.
Sono stati recentemente scoperti un Vexilla regis (alla collezione privata «Luca Bacci»), e un Sacerdos et Pontifex (all'Abbazia di Einsiedeln), entrambi manoscritti, unici sopravvissuti della sua probabilmente vasta produzione sacra.

## Discografia
Nel 1998, Luca Bacci, il coro e l'orchestra del Duomo di Castelnuovo Garfagnana hanno registrato i neo-scoperti Vexilla regis e Sacerdos et Pontifex per l'etichetta Kicco Classic. Gli stessi esecutori hanno ripreso i pezzi in un concerto a Canigiano, Villa Collemandina. Ricordiamo anche la citata registrazione del Quartetto Carmirelli del 1962, contenente l'incerto Piccolo trio.